# Maria Pierina de Micheli
Blahoslavená Maria Pierina de Micheli (24. ledna 1890, Milán – 26. července 1945, Centonara) byla italská řeholnice, členka řeholní kongregace Dcer Neposkvrněného Početí (řečených "z Buenos Aires"), mystička, která se stala propagátorkou úcty ke Svaté Tváři.

## Život
Pocházela z Milána, v roce 1914 vstoupila do kongregace Dcer Neposkvrněného Početí, řečených "z Buenos Aires". V letech 1919–1921 působila v mateřinci v Buenos Aires, pak se vrátila do Milána, kde se stala roku 1928 místní představenou. Kvůli záležitostem kongregace s přestěhovala do Říma, kde v roce 1938 založila Institut Ducha Svatého. Byla obdařena hlubokými mystickými zážitky, v nichž byla zvána k šíření úcty k Ježíšově tváři. V roce 1940 s povolením milánského arcibiskupa nechal razit první medaile Svaté Tváře s vyobrazením tváře z Turínského plátna. V jejím snažení ji podporoval její zpovědník, opat Ildebrando Gregori, jenž také pokračoval v jejím snažení po její smrti. Marie Pierina zemřela na těžký zápal plic v lombardském městečku Madonna del Sasso. V roce 1970 byly její tělesné pozůstatky přeneseny do krypty pod kaplí místního Domu Svaté tváře, před jejím prohlášením za ctihodnou v roce 2007 byly její ostatky přeneseny do Říma, Beatifikována byla v roce 2010. Obřadu předsedal jménem papeže Benedikta XVI. kardinál Angelo Amato. 